# Поле для гольфа

Составляющие поля для гольфа:
,
,
,
,
,
,
,
,
,

Поле для гольфа — спортивное сооружение, предназначенное для игры в гольф. Представляет собой огороженную территорию площадью от нескольких единиц до нескольких десятков гектаров, засеянную травой, подстриженной до высоты различного уровня на различных участках, и с возможным наличием других элементов (например, деревья или небольшие водоёмы или песчаные кучи, служащие в качестве преграды).
На поле для гольфа размещается, в зависимости от его типа, девять или восемнадцать специальных отверстий для мячей — лунок, которые пронумерованы и размещены на поле в строго определённом порядке. Поле для гольфа содержит множество различных секторов, выполняющих конкретную роль в игре (см. схему справа). Вокруг поля для гольфа обычно предусмотрена дорожка для перемещения специальных тележек для гольфа, на которых перемещаются игроки и сотрудники.
По статистике журнала Golf Digest, в мае 2005 года в мире насчитывалось около 32 000 полей для гольфа, большинство из них расположены в Северной Америке. Стоимость строительства поля для гольфа в Европе составляет, как правило, от 1,5 до 5,2 миллиона евро.